# بانديرادلي
بانديرادلي بلدة صومالية تبعد حوالي 70 كم شمال مدينة جالكعيو بولاية مدج وسط الصومال وسكانها تقريبا يبلغون 50000 نسمة وبها مطار.